# Bahnstrecke Quebec–Clermont
| Quebec–Clermont | Quebec–Clermont      |
| --------------- | -------------------- |
| Streckenlänge:  | 144 km               |
| Spurweite:      | 1435 mm (Normalspur) |
|                 |                      |

Die Bahnstrecke Quebec–Clermont ist eine Nebenbahn (voie regionale) in der kanadischen Provinz Québec. Sie verbindet die Stadt Québec entlang des Nordufers des Sankt-Lorenz-Stroms mit Clermont und ist auch unter den Namen Chemin de fer Charlevoix (CFC) bekannt.
Zwischen 2011 und 2024 verkehrten Triebzüge der DB-Baureihe 628 unter dem Namen Train de Charlevoix mehrmals täglich zwischen Québec nach La Malbaie. Im Jahr 2023 fuhr auf dieser Strecke erstmals in Kanada ein wasserstoffangetriebener Zug.

## Streckenbeschreibung

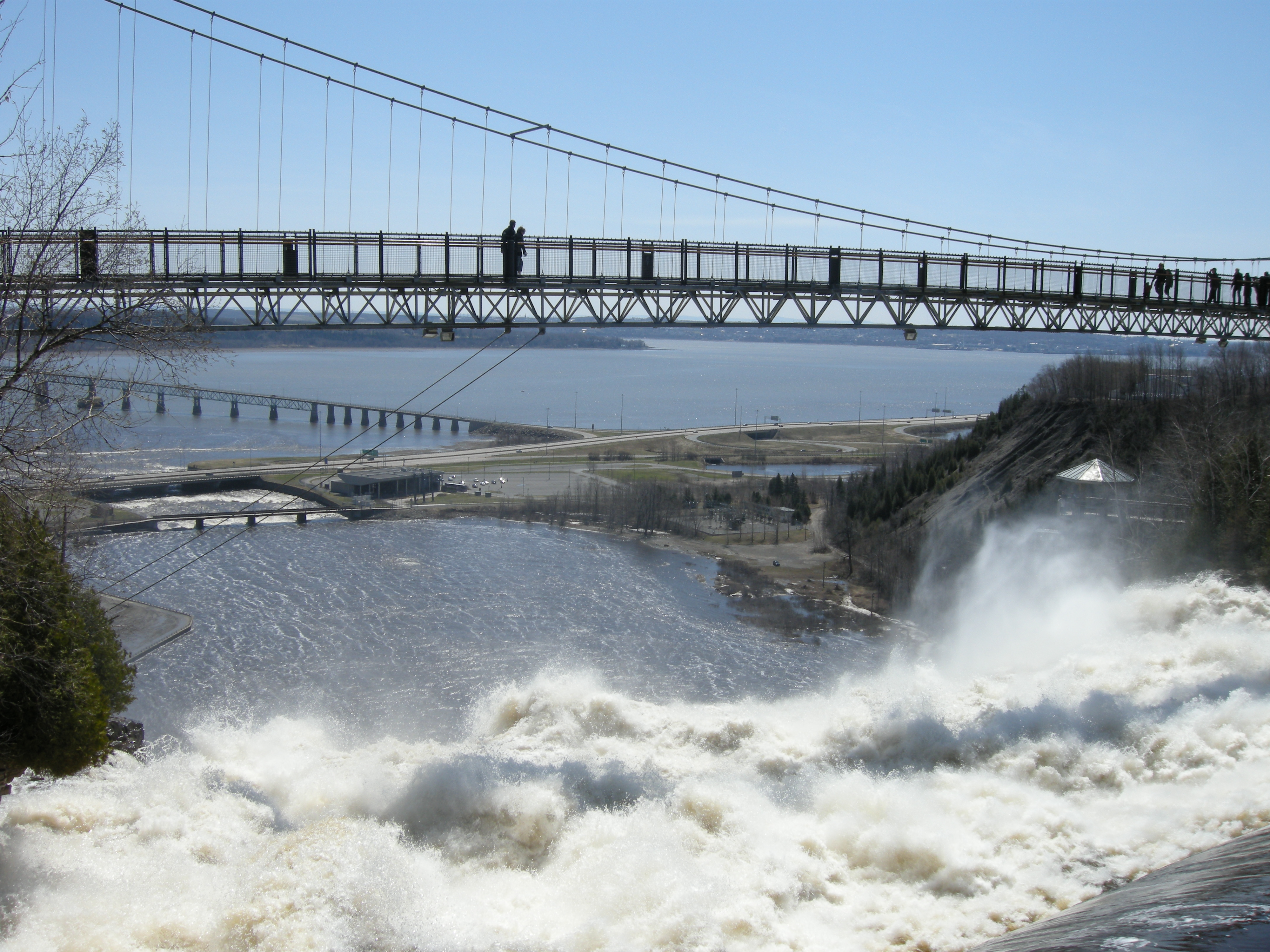
Blick über den Montmorency-Wasserfall auf die Bahnstation Chute Montmorency

Die Strecke zweigt nördlich des Bahnhofs Québec von der Hauptbahn der CN ab und verläuft entlang des Sankt-Lorenz-Stroms an dessen Nordufer nach Nordosten.
Stationen an der Strecke sind unter anderem:
- Quebec (Chute Montmorency)
- Sainte-Anne-de-Beaupré
- Petite-Rivière-Saint-François
- Baie-Saint-Paul
- Éboulements (St-Joseph-de-la-Rive)
- Saint-Irénée
- La Malbaie

## Geschichte

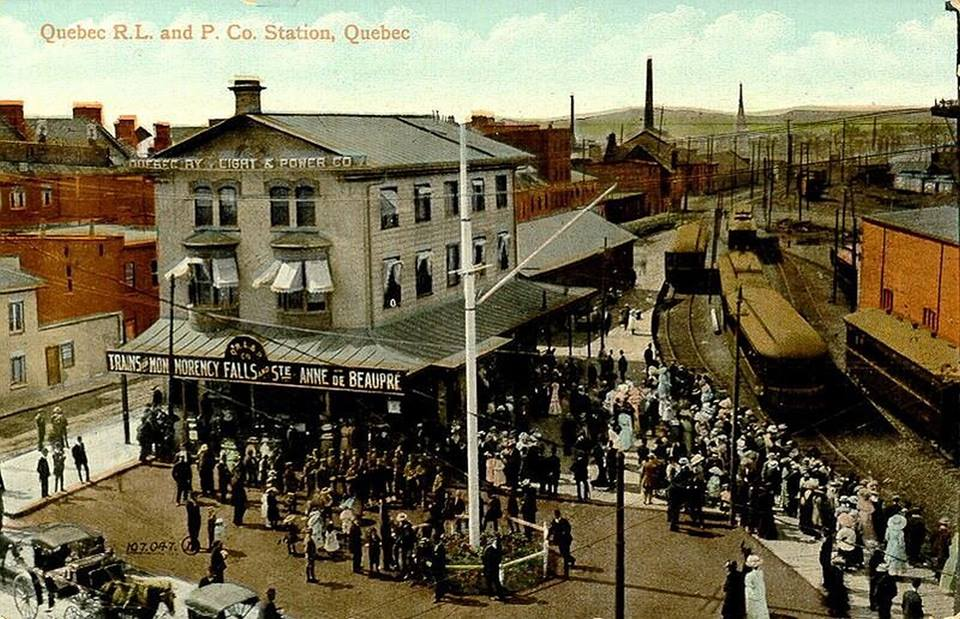
Endbahnhof Quebec R.L. and P. Co. Station in Québec (um 1905)

Der erste Teil der Strecke wurde 1889 durch die Bahngesellschaft Chemin de fer Quebec, Montmorency & Charlevoix zwischen Limoilou (damals Hedleyville, heute der Québecer Ortsteil La Cité-Limoilou) und Sainte-Anne-de-Beaupré eröffnet. 1898 schloss sich der Betreiber mit der Montmorency Electric Power Company zur Quebec Railway, Light & Power Co zusammen, aus der wiederum 1909 durch weitere Fusionen die Quebec Railway, Light, Heat & Power Co (QL&P) entstand.

1951 erwarb die Canadian National Railway (CN) die Bahnbetriebe der QL&P einschließlich der Bahnstrecke Quebec–Clermont. Der Personenverkehr wurde 1959 eingestellt. 

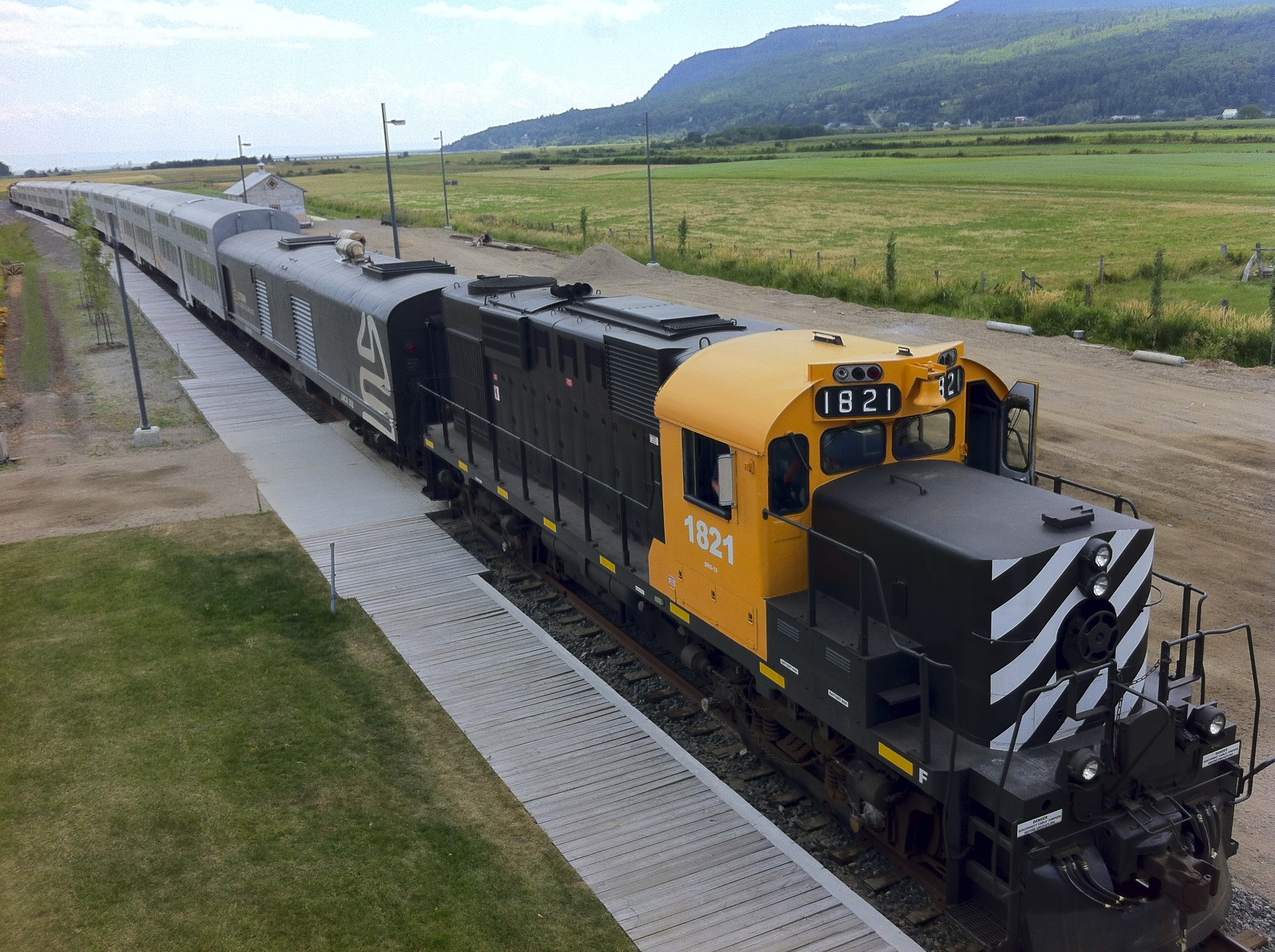
Touristischer Zug des Train de Charlevoix in La Malbaie mit Panoramawagen (2012)

In den Jahren 1984, 1985 und 1995 verkehrte zwischen der Stadt Québec und La Malbaie der touristische Zug Tortillard du Saint-Laurent. Diese Versuche, den Personenverkehr zu reaktivieren, scheiterten jeweils das Jahr darauf. 1994 wurde die Bahnstrecke an die Société des chemins de fer du Québec (Quebec Railway Corporation; QRC) verkauft. 1996 baute die QRC in Clermont einen Holzumschlagplatz für die umliegende Holzindustrie. Die Belieferung der letzten Kunden, darunter eine Papiermühle und ein Propangashändler, endete im Mai 2010.

### Train de Charlevoix

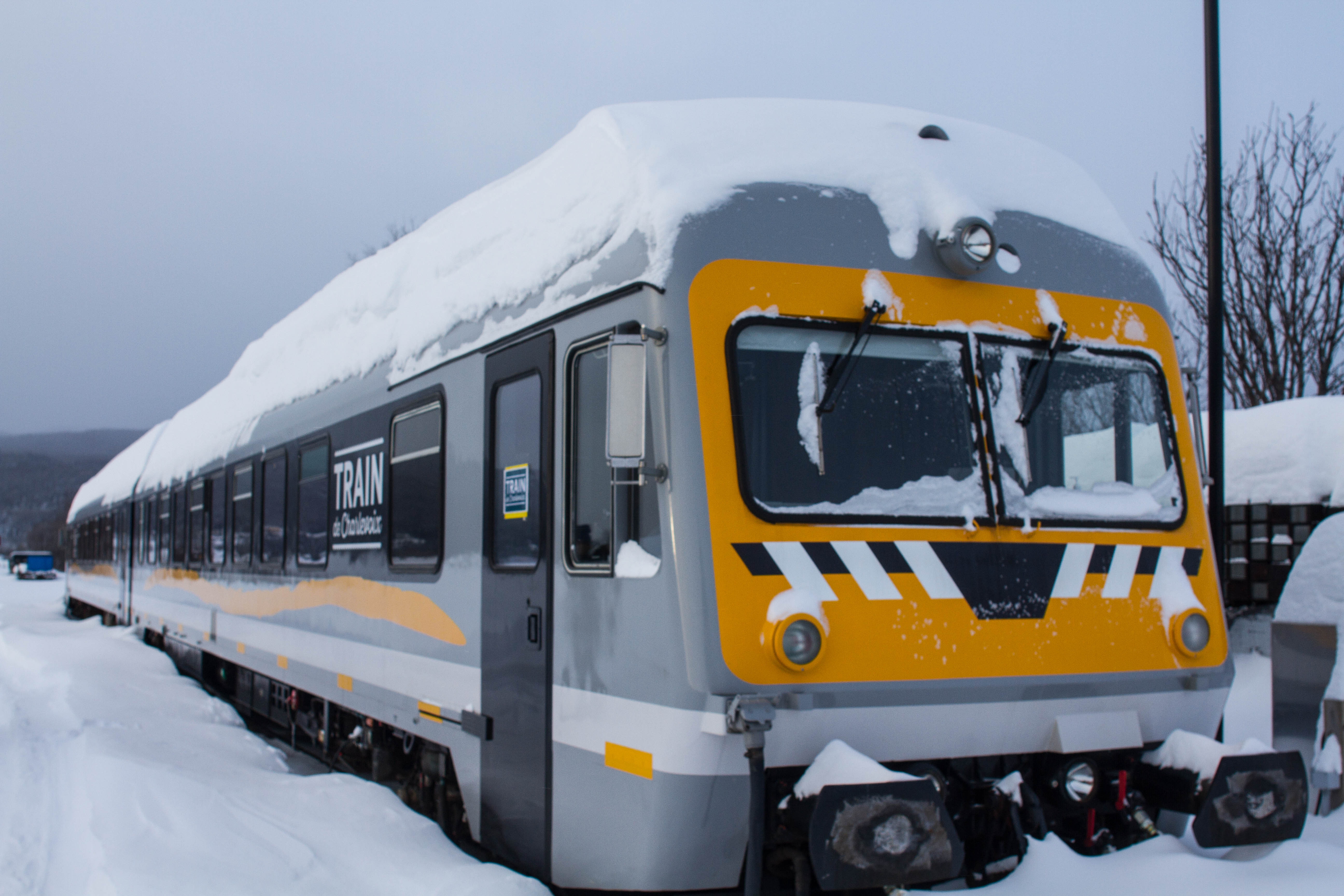
Dieseltriebzug der DB-Baureihe 628 (Prototyp; Bauart 628.1/928.1) des Train de Charlevoix (2017)

Im Jahr 2009 verkaufte die QRC den Abschnitt von Québec nach La Malbaie an die Gesellschaft Le Massif de Charlevoix, ein Betreiber eines Ski-Gebietes. Dessen Eigentümer übernahm zwei Diesellokomotiven des Typs MLW RS-18 und verkehrte ab 2011 mit  aus ehemaligen Doppelstockwagen des Chicagoer Vorortverkehrs umgebauten eingeschossigen Panoramawagen.
Nachdem im Jahr 2015 der Betreiber Réseau Charlevoix den Streckenabschnitt übernommen hatte, wurden fortan ausschließlich von der Deutschen Bahn übernommene Triebzüge der DB-Baureihe 628.1 (628 102 als Unit 1023/1026 und 628 103 Unit 1031/1034) eingesetzt. 2019 wurde die Flotte durch einen umgebauten Triebzug der DB-Baureihe 628.2 (628 219 als Unit 2195/2198) erweitert. Ein weiteres, noch nicht umgebautes Fahrzeug der DB-Baureihe 628.4 (628 572) wurde im ehemaligen Außendesign 2024 nach Québec überführt.
Mit Beendigung der Saison am 27. Oktober 2024 wurde der Betrieb aufgrund unzureichender Finanzierung eingestellt.